# Mimudea tisiasalis
Mimudea tisiasalis là một loài bướm đêm trong họ Crambidae.